# Nauloco
Nauloco o Nauloca (en griego antiguo: Ναύλοχα; según Apiano significa «refugio para resguardar barcos») es una antigua ciudad de la costa norte de Sicilia, entre Milas y el cabo Peloro.
Es conocida sobre todo porque en sus proximidades (entre Nauloco y Milas) se produjo la batalla de Nauloco, donde Sexto Pompeyo fue derrotado por Marco Vipsanio Agripa, lugarteniente de Octaviano (36 a. C.)
 Pompeyo había acampado, junto con sus tropas terrestres, en Nauloco. Después de la batalla fue Octaviano quien estableció su campamento allí, mientras Agripa y Lépido continuaban navegando para atacar Mesana (la actual Mesina).
El nombre de Nauloco hace referencia a su uso como lugar para resguardar las embarcaciones. Aunque algunos dudan de que fuera un lugar habitado, Silio Itálico incluye Nauloco en la lista de ciudades sicilianas. Por la descripción de la ciudad realizada por Apiano, se sabe que esta estaba situada entre Milas y el cabo Rasoculmo (el promontorio Falacriano del geógrafo Ptolomeo), y probablemente no muy lejos de este último lugar. Los editores del Barrington Atlas of the Greek and Roman World la sitúan cerca de la moderna Spadafora.